# Bruc-sur-Aff
Bruc-sur-Aff (tiếng Breton: Brug, Gallo: Bruc) là một xã của tỉnh Ille-et-Vilaine, thuộc vùng Bretagne, miền tây bắc nước Pháp.

## Dân số
Người dân ở Bruc-sur-Aff được gọi là Bruçois.
| Năm | 1962 | 1968 | 1975 | 1982 | 1990 | 1999 | 2007 |
| --- | ---- | ---- | ---- | ---- | ---- | ---- | ---- |
| Dân số | 779  | 822  | 805  | 792  | 778  | 775  | 827  |
| From the year 1962 on: No double counting—residents of multiple communes (e.g. students and military personnel) are counted only once. |      |      |      |      |      |      |      |